# Goniopteris macrotis
Goniopteris macrotis là một loài thực vật có mạch trong họ Thelypteridaceae. Loài này được (Hook.) Pic. Serm. mô tả khoa học đầu tiên năm 1977.